# Яковцевский, Григорий Дмитриевич
Григорий Дмитриевич Яковцевский  (23 января [4 февраля] 1868, Охона, Охонская волость, Устюженский уезд, Новгородская губерния — 16 [29] декабря 1916, Долоцкое, Устюженский уезд, Новгородская губерния) — священнослужитель Российской православной церкви, протоиерей, историк-краевед.

## Биография
Родился 23 января 1868 года в семье священника приходской Охонской церкви Дмитрия Григорьевича (1838—1904). В 1888 году закончил Новгородскую духовную семинарию.
Умер в селе Долоцком, на приходе своего брата священника Модеста Яковцевского, у которого остановился, возвращаясь из Синозерской пустыни, где он принимал деятельное участие в собрании Совета братства преподобномученика Евфросина Синозерского. Погребли его 20 декабря 1916 года недалеко от северной стены Покровской церкви в Белых Крестах.

## Деятельность
Г. Д. Яковцевский мечтал восстановить почитание Евфросина как
местночтимого святого и привлечь внимание общественности к этой проблеме через «Новгородские епархиальные ведомости». При подготовке статьи Григорий Дмитриевич пользовался рукописным житием
XVII века, хранившимся в церкви Синозерского прихода.
В 1894 году Г. Д. Яковцевский на страницах «Новгородских
епархиальных ведомостей» опубликовал «Тропарь и кондак преподобному Евфросину, начальнику Сииеезерской пустыни»,5 а в 1895 году — описание икон, хранящихся в «приходе Сииеезерской пустыни от прежде бывшаго здесь Троицкаго-Синеезерского монастыря».
Эти публикации, как и последующие, были замечены общественностью и новгородскими духовными властями и послужили толчком к восстановлению древней обители.
В 1895 году Г. Д. Яковцевский по указу Новгородской духовной консистории обратился в Археографическую комиссию с предложением поместить в одном из изданий комиссии рукописное житие XVII века. В 1896 году документ был отправлен и позднее напечатан в XIII выпуске «Летописи занятий Императорской Археографической комиссии». Выяснилось, что присланная рукопись была копией (списком) с более старого подлинника, который хранился в пустыни и был отправлен в Новгородскую консисторию 6 мая 1799 года, а оттуда вновь возвращен в Синозерский приход. Комиссия обратилась к Г. Д. Яковцевскому с просьбой разыскать подлинник. Он нашёл более двадцати документов по
истории Устюженского края, которые были переданы в комиссию, однако поиски «Жития» успехом не увенчались. Вероятно, оно сгорело с другими делами Устюженского духовного правления при пожаре 1842 года.
В 1901 году работы Григория Дмитриевича вновь появились на страницах «Новгородских епархиальных ведомостей». Он опубликовал «житие» Евфросина Синозерского и текст молитвы преподобному под названием «Пресвятой Троице и Угоднику Божию Преподобномученику Евфросину Синозерскому». Молитва была составлена в 1847 году священником села Долоцкое Ефимием, который, по преданию, исцелился от лихорадки после молитвы святому угоднику Евфросину. В № 3 за тот же год Г. Д. Яковцевский поместил описание двадцати семи чудес по молитвам преподобного. Семь из них были заимствованы из старинной рукописной тетради, в которую они записывались со слов очевидцев. Остальные находились в рукописи XIX века, составленной священником Синозерском церкви Алексеем Антоновичем Скородумовым. Записи велись до 1870 года, до перевода Скородумова на другое место службы. В 1901 году Яковцевский в Новгороде издал отдельную книгу «Житие и чудеса пр. Евфросина Синеезерского чудотворца».
В 1904 году читатели «Новгородских епархиальных ведомостей» познакомились с описанием Большого Синозерского синодика XVII века, хранившегося в библиотеке приходской синозерской церкви. Эта книга была написана иноком Синозерской пустыни Ионой в первой половине XVII века. Очевидно, это был тот же автор, перу которого принадлежало житие преподобного. Виньетки и рисунки синодика выполнил другой старец Синозерской обители — Таисий.
Г. Д. Яковцевский подробно описал иллюстрации и текст синодика, в котором выделялись следующие главы: воззвание, предисловие, помянник общий и помянник поименный. Первые три части были заимствованы из более древних синодиков. Последнюю часть — помянник поименный — Яковцевский опубликовал почти полностью. В списке имен есть устюжане, занесенные для поминания их за упокой, а также люди, делавшие вклады в обитель. Среди них — царь Алексей Михайлович, подаривший пустыни в 1655 году колокола; духовник Петра I, протопоп московского Благовещенского собора Меркурий Гаврилович, другие царские приближенные, бояре, купцы.
Деятельность Г. Д. Яковцевского встретила поддержку со стороны новгородских церковных властей. Ещё в 1898 году Новгородское епархиальное братство святой Софии издало хромолитографическое изображение Собора всех Святых Угодников. Среди них был и преподобный Евфросин.
В 1904 году Г. Д. Яковцевский от имени устюженского духовенства
обратился к новгородскому архиепископу Гурию с просьбой разрешить служение молебнов и литургий в память святого. В докладной
записке он изложил свои доводы о прежнем почитании преподобного Евфросина как святого. К записке прилагался «Журнал окружного съезда духовенства» Устюженского уезда от 20 января 1904 года с прошением участников съезда служить молебны в память мученика.
По поручению архиепископа Гурия этот вопрос был рассмотрен викарием Новгородской епархии епископом Феодосией.
В 1904 году Святейший синод опубликовал «Верный месяцеслов
всех русских святых». В нём упоминался и Евфросин Синозерский. С этого времени в приходе погоста Синозерской пустыни начали служить молебны с пением тропаря и чтением молитв преподобному Евфросину.